# Louder than bombs (album)
Louder than bombs is het derde verzamelalbum van de Britse alternatieve rockgroep The Smiths. Het album werd op 30 maart 1987 uitgebracht door Sire Records en bestaat uit de A- en B-kanten van singles uit de jaren 1983-1986 die nog niet eerder in de Verenigde Staten waren verschenen, ter vervanging verzamelalbums Hatful of Hollow en The world won't listen die enkel in het Verenigd Koninkrijk verschenen. Het album werd door Rough Trade Records ook in eigen land uitgebracht, waar het de 38e plaats op de UK Albums Chart bereikte. Rolling Stone plaatste het album op de 369e plaats in hun lijst van de vijfhonderd beste albums aller tijden.

## Nummers
Alle muziek en teksten zijn geschreven door Morrissey en Johnny Marr m.u.v. Golden Lights, geschreven door Twinkle en Oscillate Wildly, geschreven door Johnny Marr. 
| Nr. | Titel                                                                                      | Duur |
| --- | ------------------------------------------------------------------------------------------ | ---- |
| 1.  | Is it really so strange? (B-kant van Sheila take a bow; John Peel sessie, 12/2/86)         | 3:04 |
| 2.  | Sheila take a bow (A-kant single)                                                          | 2:41 |
| 3.  | Shoplifters of the world unite (A-kant single)                                             | 2:57 |
| 4.  | Sweet and tender hooligan (B-kant van Sheila take a bow; John Peel sessie, 12/2/86)        | 3:13 |
| 5.  | Half a person (B-kant van Shoplifters of the world unite)                                  | 3:36 |
| 6.  | London (B-kant van Shoplifters of the world unite)                                         | 2:07 |
| 7.  | Panic (A-kant single)                                                                      | 2:20 |
| 8.  | Girl afraid (B-kant van Heaven knows I'm miserable now)                                    | 2:48 |
| 9.  | Shakespeare's sister (A-kant single)                                                       | 2:09 |
| 10. | William, it was really nothing (A-kant single)                                             | 2:11 |
| 11. | You just haven't earned it yet, baby (Amerikaanse mix A-kant geschrapte single)            | 3:23 |
| 12. | Heaven knows I'm miserable now (A-kant single)                                             | 3:34 |
| 13. | Ask (Remix van A-kant single)                                                              | 3:18 |
| 14. | Golden lights (B-kant van Ask)                                                             | 2:39 |
| 15. | Oscillate wildly (B-kant van How soon is now?)                                             | 3:27 |
| 16. | These things take time (B-kant van What difference does it make?)                          | 2:23 |
| 17. | Rubber ring (B-kant van The boy with the thorn in his side)                                | 3:48 |
| 18. | Back to the old house (B-kant van What difference does it make?)                           | 3:05 |
| 19. | Hand in glove (remix van A-kant single)                                                    | 3:13 |
| 20. | Stretch out and wait (B-kant van Shakespeare's sister)                                     | 2:38 |
| 21. | Please, please, please, let me get what I want (B-kant van William, it was really nothing) | 1:52 |
| 22. | This night has opened my eyes (van Hatful of hollow; John Peel sessie, 9/14/83)            | 3:40 |
| 23. | Unloveable (B-kant of Bigmouth strikes again)                                              | 3:55 |
| 24. | Asleep (B-kant van The boy with the thorn in his side)                                     | 4:11 |

## Bezetting

### The Smiths
- Morrissey – zang
- Johnny Marr – gitaar, piano, harmonica, mandoline op Please, please, please, let me get what I want en basgitaar op Golden lights
- Andy Rourke – basgitaar, cello op Shakespeare's sister en Oscillate wildly
- Mike Joyce – drumstel
- Craig Gannon – slaggitaar op Half a Person, London, Panic, You just haven't earned it yet, baby, Ask en Golden lights

### Additioneel
- Kirsty MacColl – achtergrondzang op Ask en Golden lights
- John Porter – slidegitaar op Sheila take a bow
- Stephen Street – additionele programmering drummachine op London

### Productie
- Johnny Marr – producent (A3)
- Johnny Marr, Morrissey en Stephen Street – producenten (A5–6)
- Morrissey en Johnny Marr – producenten (A2, C5, D5–6)
- John Porter – producent (A1, A4, B1–2, B4–6, C1-2, C4, C6, D3)
- Roger Pusey – producent (D4)
- The Smiths – producenten (B3, C3, D1–2)